# Isotomodes falsus
Isotomodes falsus is een springstaartensoort uit de familie van de Isotomidae. De wetenschappelijke naam van de soort is voor het eerst geldig gepubliceerd in 1980 door Christiansen & Bellinger.